# Vara (folclore)

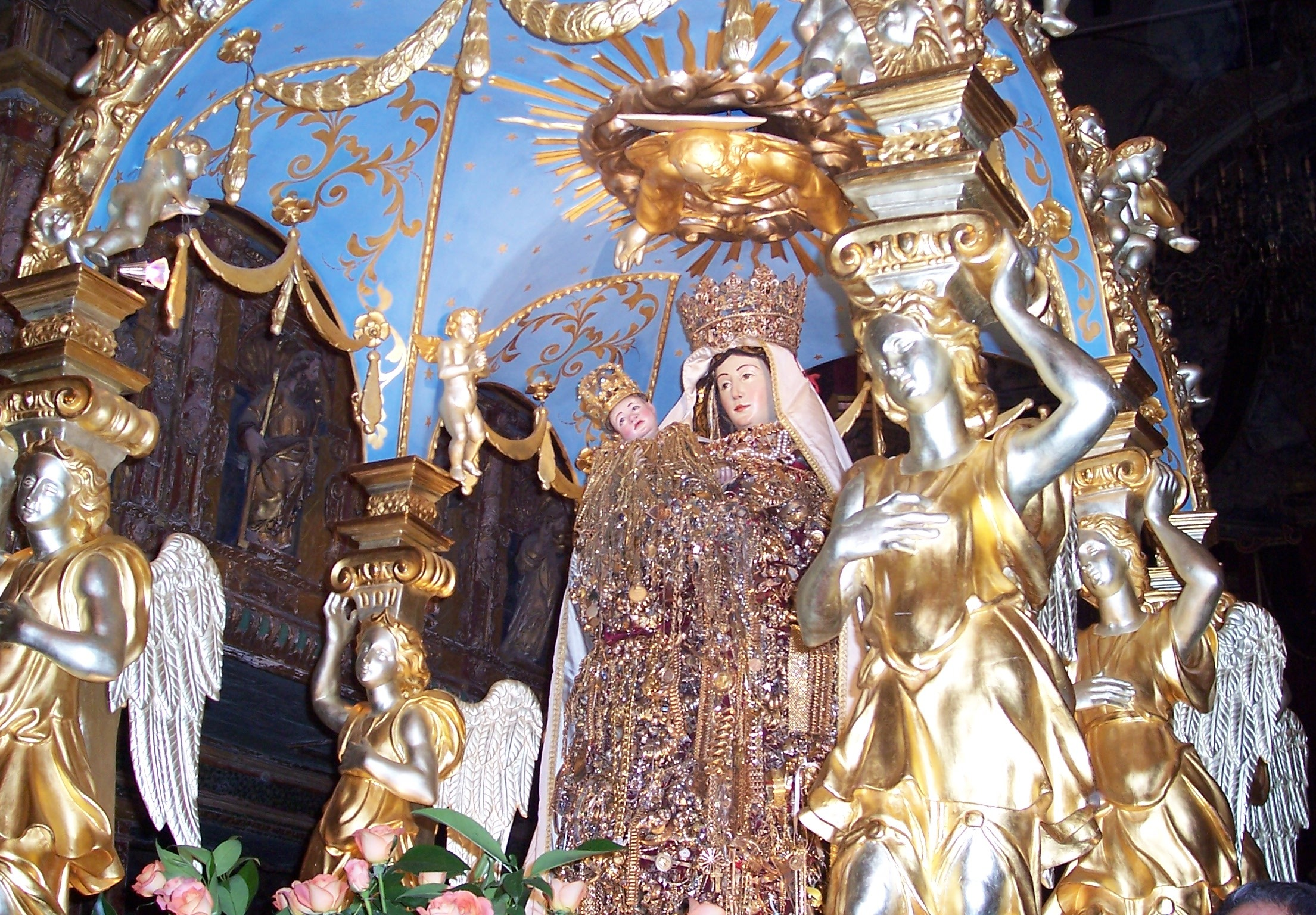
Vara aurea della Madonna della Visitazione di Enna

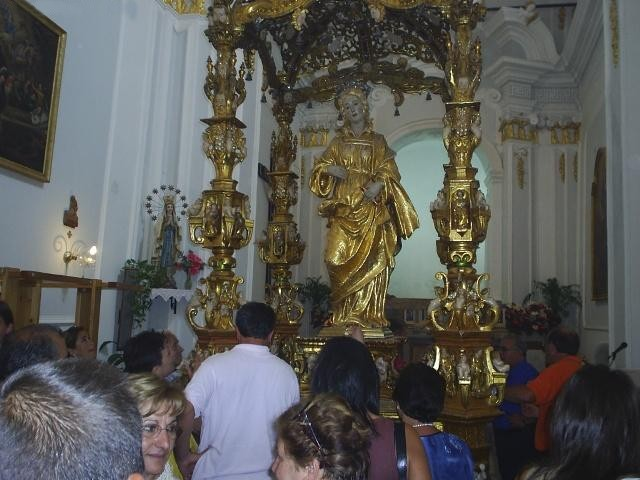
Fercolo di S. Rosalia a Bivona (Ag)

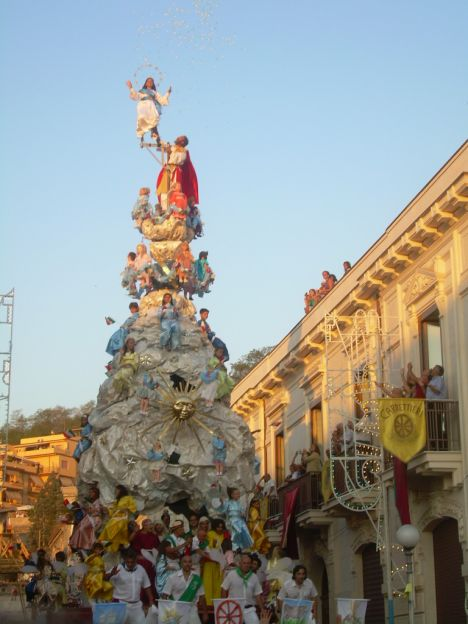
La Varia di Palmi

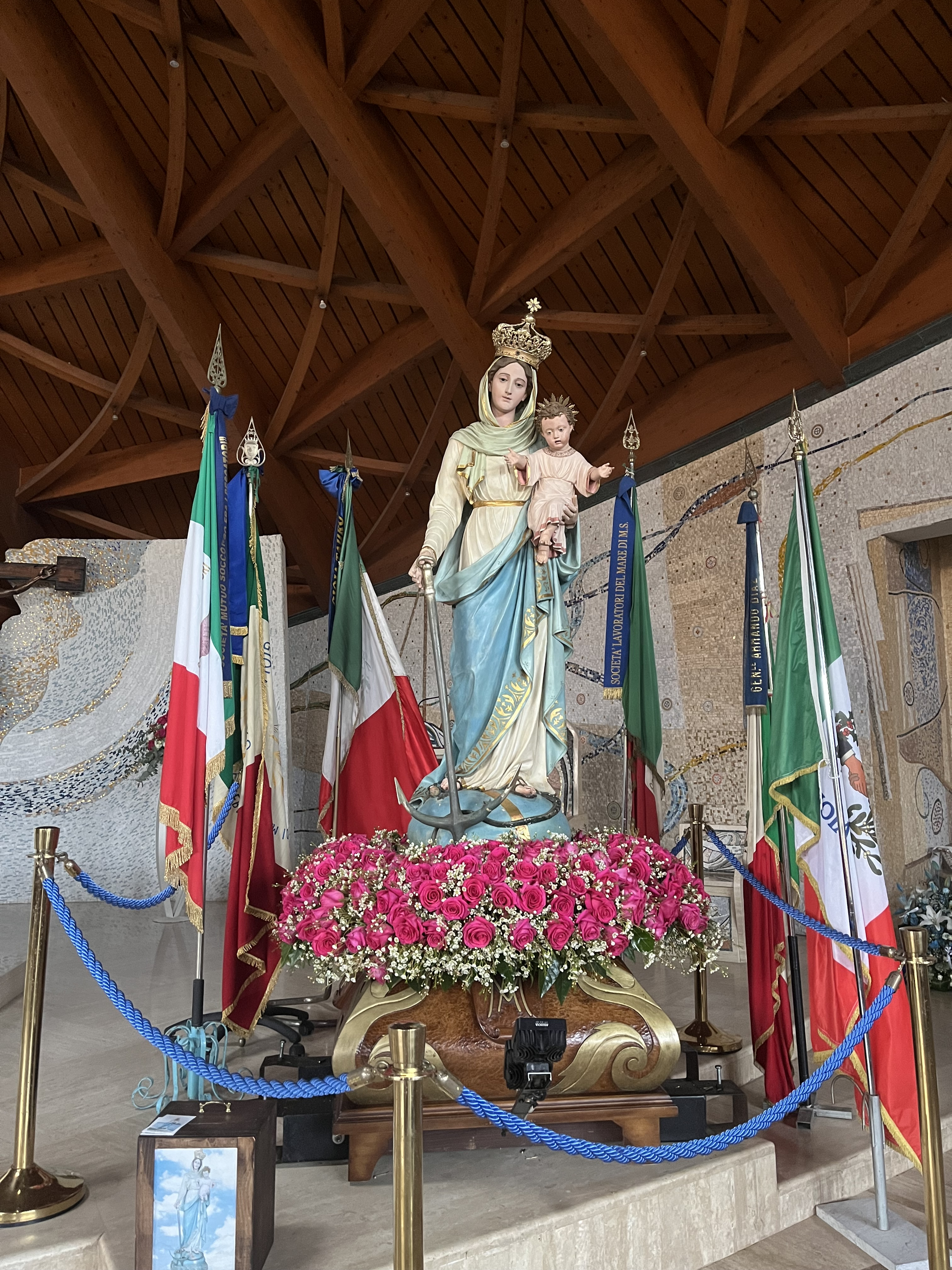
Madonna di PortoSalvo sulla Vara lignea (XX/XXI secolo) venerata a Gioia Tauro (Rc)

Vara è un termine utilizzato in Sicilia e in alcune regioni dell'Italia meridionale per indicare il carro trionfale su cui vengono posti statue o dipinti di santi per essere portati in processione. Del pari, in uso il diminutivo varetta.

## Definizione
Dal punto di vista etimologico, vara è la corruzione di bara, in quanto le prime forme del genere avevano le sembianze di tombe processionali. Per vara infatti si dovrebbe indicare non la impalcatura che sostiene il simulacro, bensì il contenitore delle reliquie del santo patrono. Tuttavia, nella denominazione popolare, il termine in linea generale è assurto ad essere corrispondente a quello di "fercolo" in uso nella lingua italiana. Si tratta quindi per lo più di una struttura atta a portare in processione il simulacro del santo patrono di una determinata città o talora anche più rappresentazioni. In alcuni casi, si tende a differenziare le due strutture quali chiusa o aperta: difatti se il fercolo assomiglia in generale ad un tempietto intorno a spoglie o simulacro, la vara è solitamente una imponente impalcatura che sorregge i medesimi.

## Tipologie e diffusione
Ve ne sono di diversi tipi, come ad esempio i carri, diffusi in provincia di Palermo, tra i più celebri è il carro impiegato per la festa di Santa Rosalia a Palermo, sono grandi strutture in legno della forma di una nave, ricoperte da tessuti variopinti e sul cui ponte si trovano, generalmente, il coro o la banda musicale e i membri del clero.
Nella processione dei misteri di Trapani le 20 vare vengono chiamate "gruppi sacri"", in quanto ciascuna rappresenta una stazione della Via crucis.
Ad Altavilla Milicia sul carro viene montata, l'8 settembre in occasione della festa della Madonna, una colorata torre in legno e cartapesta, alta circa 20 m, che svetta sui tetti delle case con l'icona della Vergine Maria, quadro di scuola giottesca, in cima. Esso, come da tradizione, viene trainato dai buoi e dalle vacche per le vie del paese. I carri trionfali vengono seguiti da migliaia di fedeli in festa.
Nella Sicilia centrale, notevole, ad Enna è la Nave d'Oro, del 1590 rivestita in oro zecchino, su cui la statua della patrona, Maria della Visitazione, viene trasportata dal Duomo alla chiesa di Montesalvo a spalla da 124 confrati, in occasione della Festa della Madonna della Visitazione del 2 luglio. Altrettanto famose, se non di più le 16 vare della Settimana Santa di Caltanissetta raffiguranti altrettante scene della Passione di Cristo.
La città di Messina vanta possedere uno dei più celebri e antichi carri devozionali esistenti in Europa, la Vara dell'Assunta, portata in processione ogni anno il 15 agosto. Si tratta di un imponente apparato che si sviluppa in altezza e che narra attraverso diversi personaggi la morte della Vergine e la sua assunzione in cielo. La sua costruzione rimonta al XVI secolo, ma è stata più volte rimaneggiata e restaurata, sostituendo i personaggi, anticamente rappresentati da bambini, con figure di cartapesta.
Sempre in provincia di Messina c'è la Vara di Fiumedinisi, dedicata all'Annunciazione e la vara di San Giacomo Maggiore a Capizzi.
Vi è un carro devozionale, simile per significato e per aspetto a quello di Messina, nel quale i figuranti sono viventi ed è la Varia di Palmi.
In Provincia di Catania esiste un vastissimo patrimonio di vare, tra cui annoverare i fercoli di tipo ordinario a sei o a quattro colonne, ad imitazione di un tempietto classicheggiante, in legno o argento, a quelle più caratteristiche come nei casi messinesi. Va citata l'ormai dismessa Barca di Sant'Agata che in occasione della Festa di Sant'Agata a Catania ne anticipava il fercolo. Il suo aspetto era pressoché identico ai carri. Sebbene tecnicamente la vara di Sant'Agata sia lo scrigno che conserva le spoglie della patrona catanese, ad oggi si tende indicare fercolo e vara come sinonimi.
La Vara dell'Assunta di Randazzo, è una dei più famosi e suggestionali carri che durante l'anno percorrono la via principale della città nonché la più alta vara di Sicilia, ricalcante la tipologia messinese e come questa viene allestita il 15 Agosto in onore della compatrona della città di Randazzo: la Madonna Assunta. Viene trascinata con lunghe corde dai fedeli lungo tutto il centro storico, viene poi accompagnata con canti popolari intonati dai bambini, e al passaggio di essa, dalle balconate vengono lanciate caramelle, dolciumi e talvolta anche delle monete e banconote che i bambini conservano in borse di stoffa, appositamente create per la giornata. Si differenzia da quella di Messina per la diversa d'altezza: a Randazzo è alta 18 metri, a differenza della vara messinese che misura in altezza 13,50 metri. Altro elemento che le differenzia è l'età: la tradizione di una vara a Randazzo risale al 1476. Taluni documenti infatti, dichiarano l'allestimento di una fiera di nove giorni a cavallo con il 15 di Agosto, durante la quale si riunivano in città giocolieri, musicisti, mastri di ogni arte per intrattenere la popolazione e ravvivare ancora di più, il corso in quelle giornate di festa. Infine a Messina i personaggi che rappresentano l'ascesa ai cieli di Maria oggi sono di cartapesta, a di Randazzo sono ancora interpretati da 25 bambini che in passato venivano messi rigorosamente a digiuno e fino al 1960 solamente maschi. Infine, ogni anno i boscaioli ed artigiani ricreavano il tronco principale e le ornamentazioni perché alla fine della corsa la vara venisse spogliata dai randazzesi che ne portavano un pezzo a casa conservandolo come reliquia e portafortuna.
Un altro uso, sebbene improprio, del termine è nel suo vezzeggiativo: nel catanese sono dette varette (piccole vare) le caratteristiche candelore, grossi ceri votivi appartenenti a circoli o classi sociali trasportati per mezzo di artistiche costruzioni lignee dalle forme baroccheggianti.
In alcune località etnee della provincia di Catania la vara utilizzata il Venerdì santo per portare in processione il Cristo Morto è chiamata cataletto.

## Galleria d'immagini

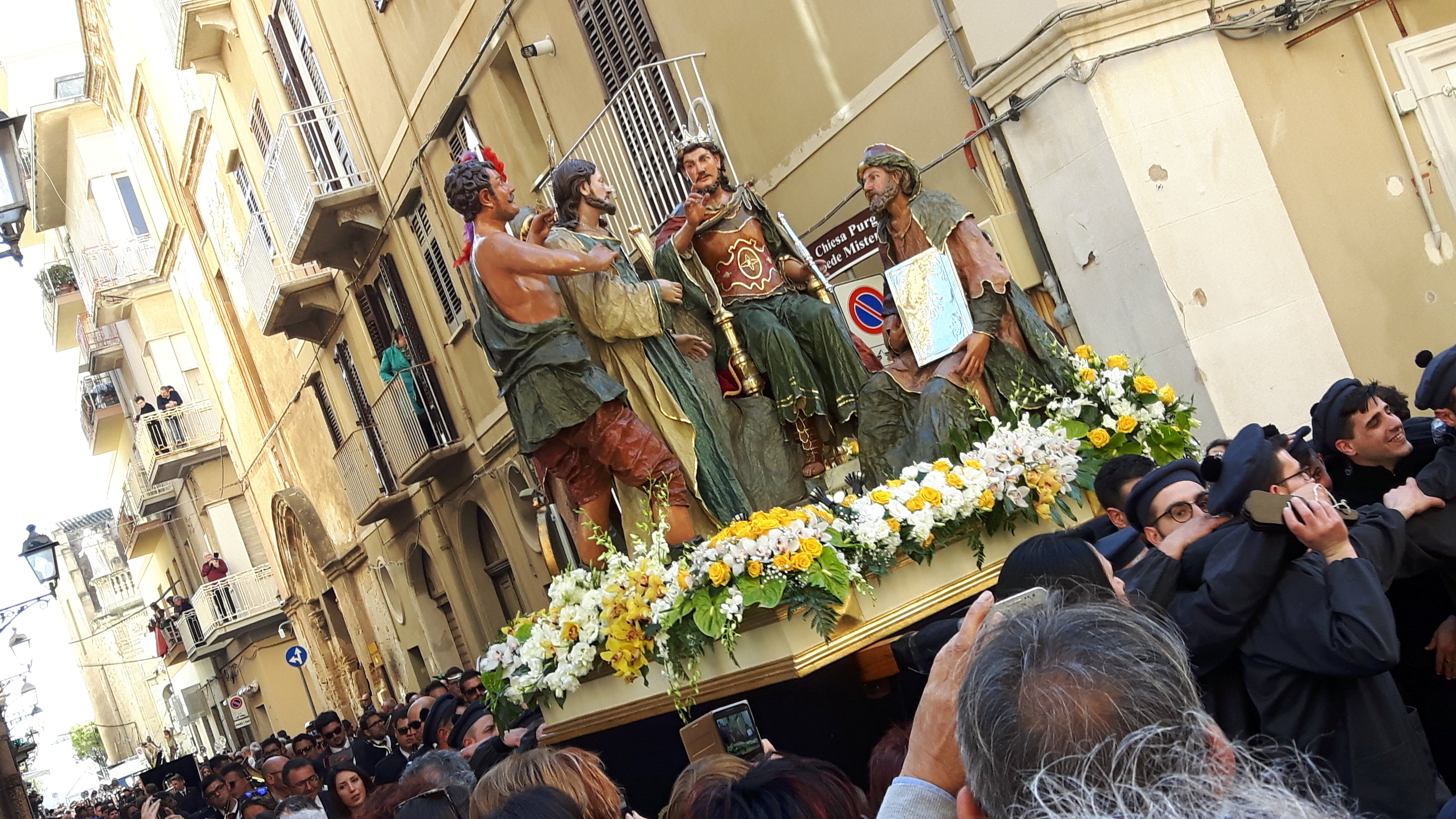
Una delle 20 vare della processione dei misteri di Trapani
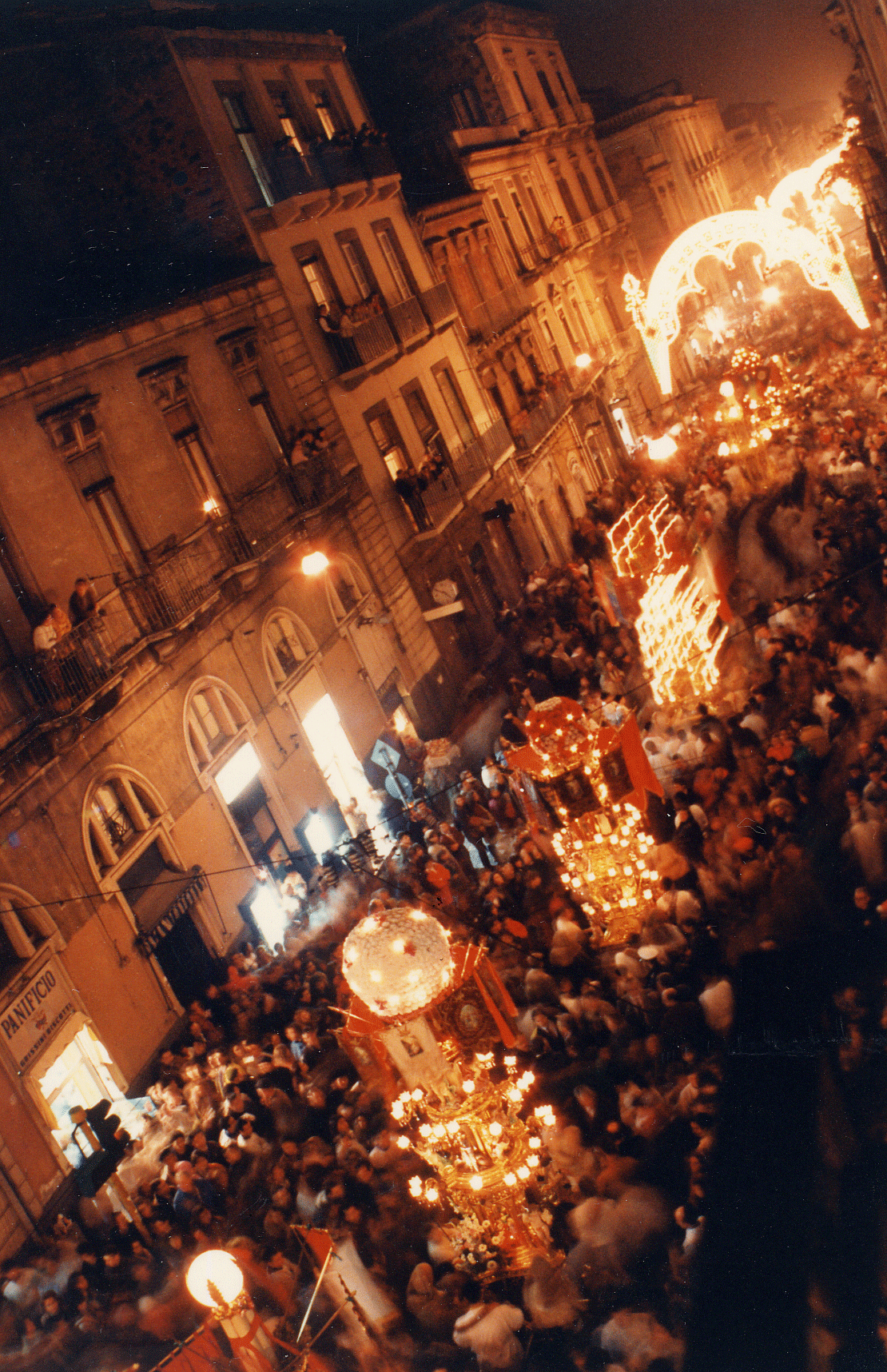
Le Candelore di Catania
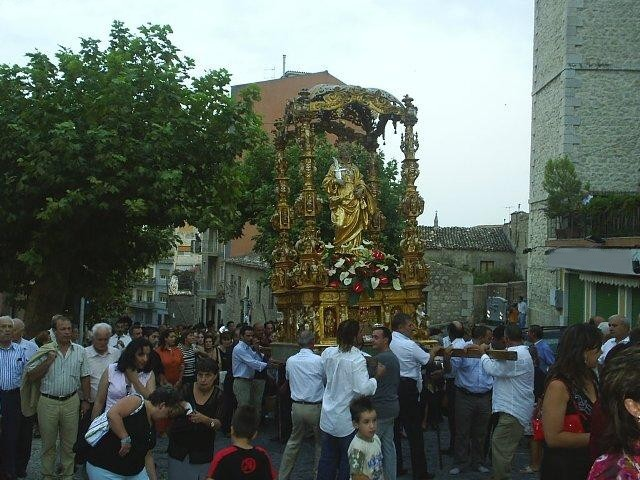
Fercolo di Santa Rosalia a Bivona (AG)
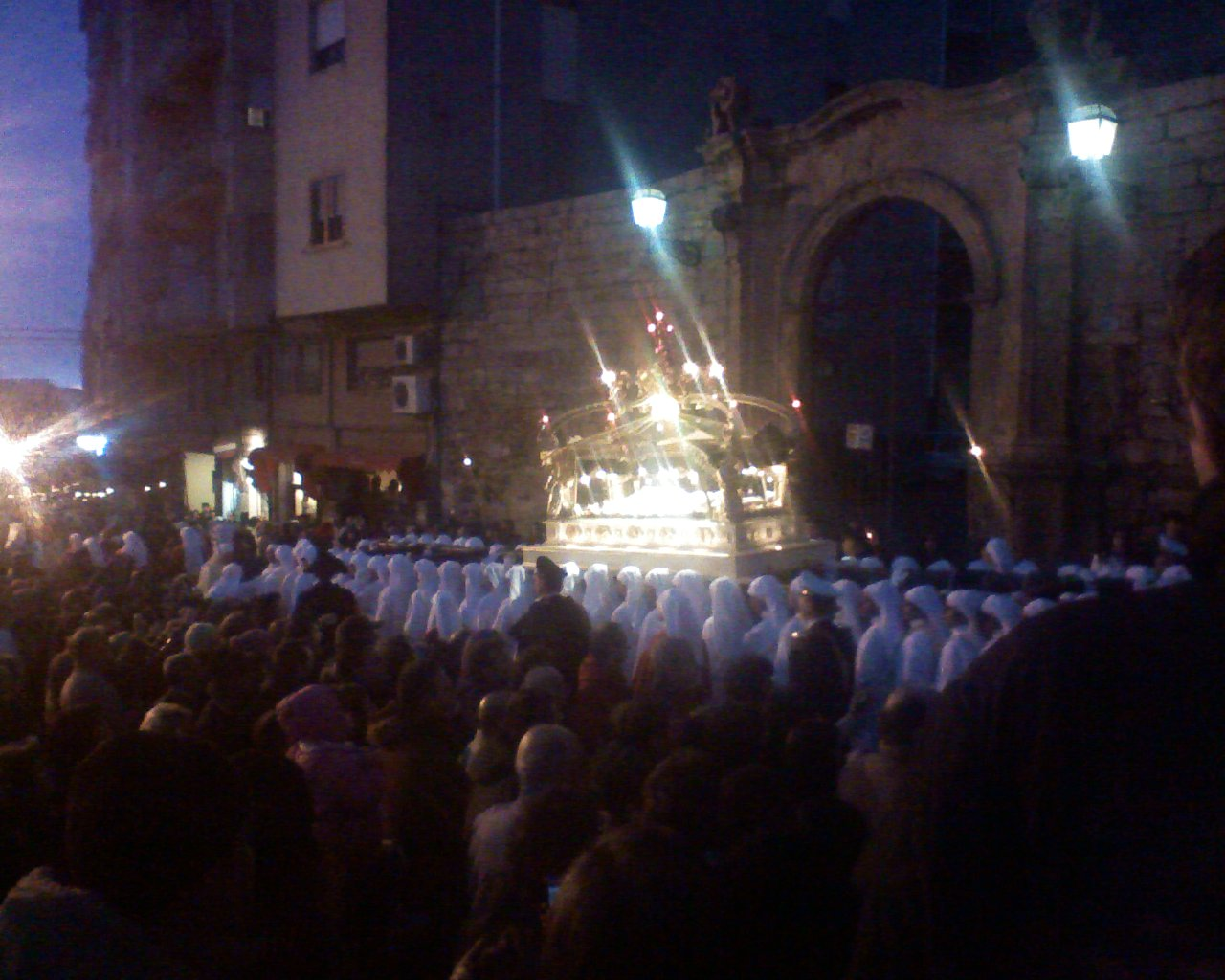
Vara d'oro del Cristo morto per la Settimana Santa di Enna
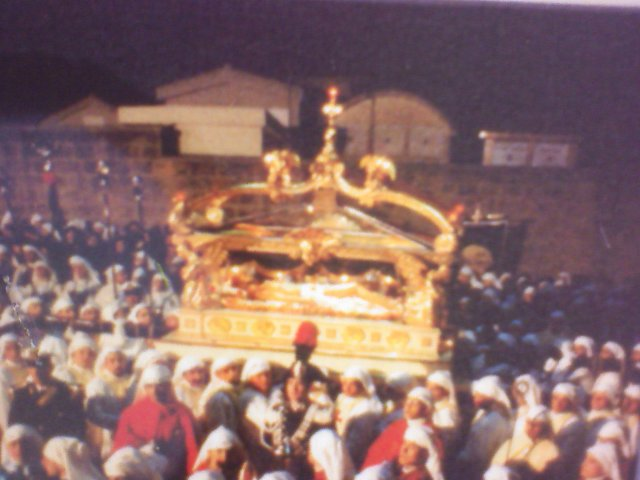
Vara d'oro del Cristo morto per la Settimana Santa di Enna
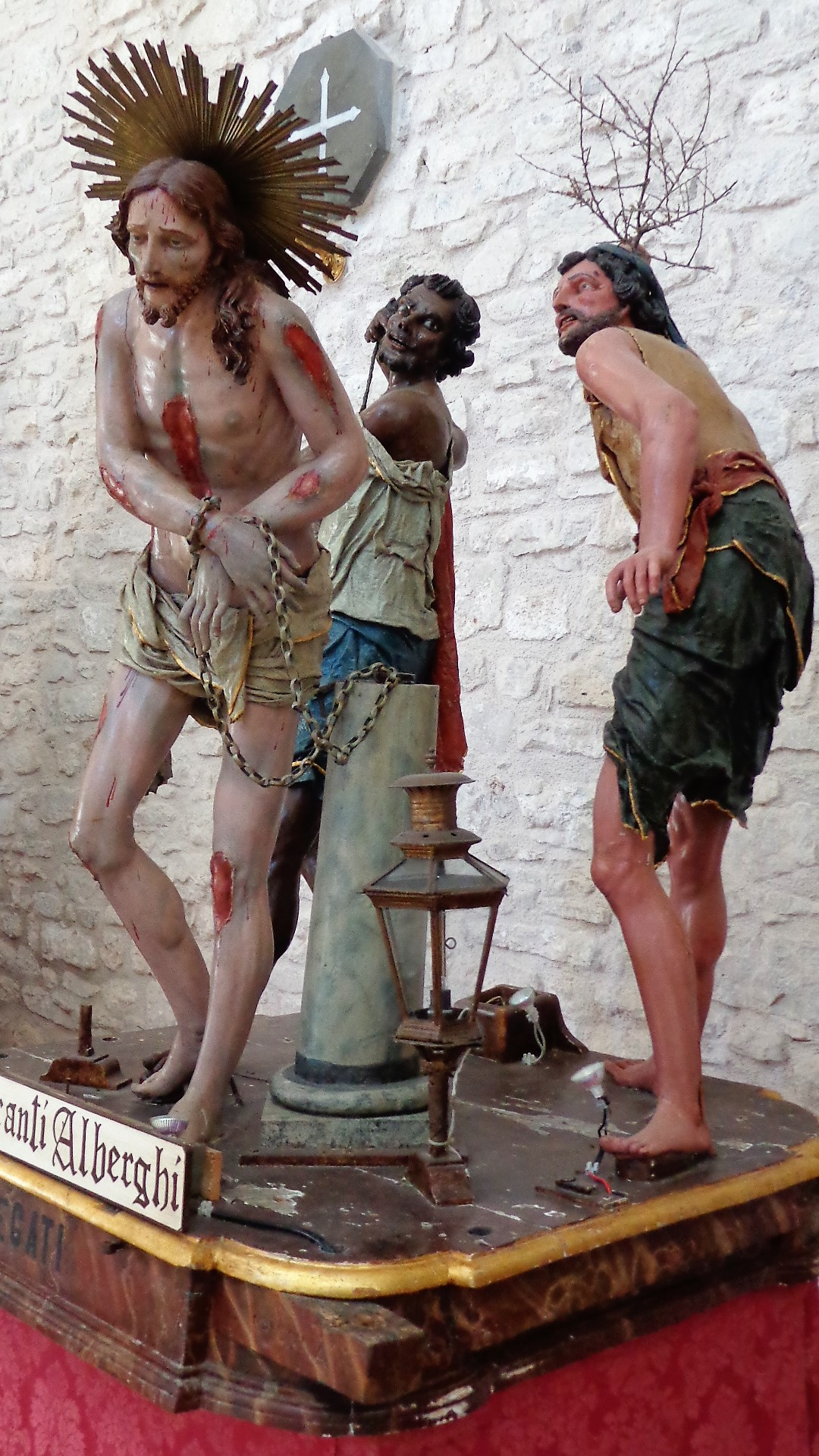
Vara della Flagellazione, Processione della "Via Crucis" di Erice
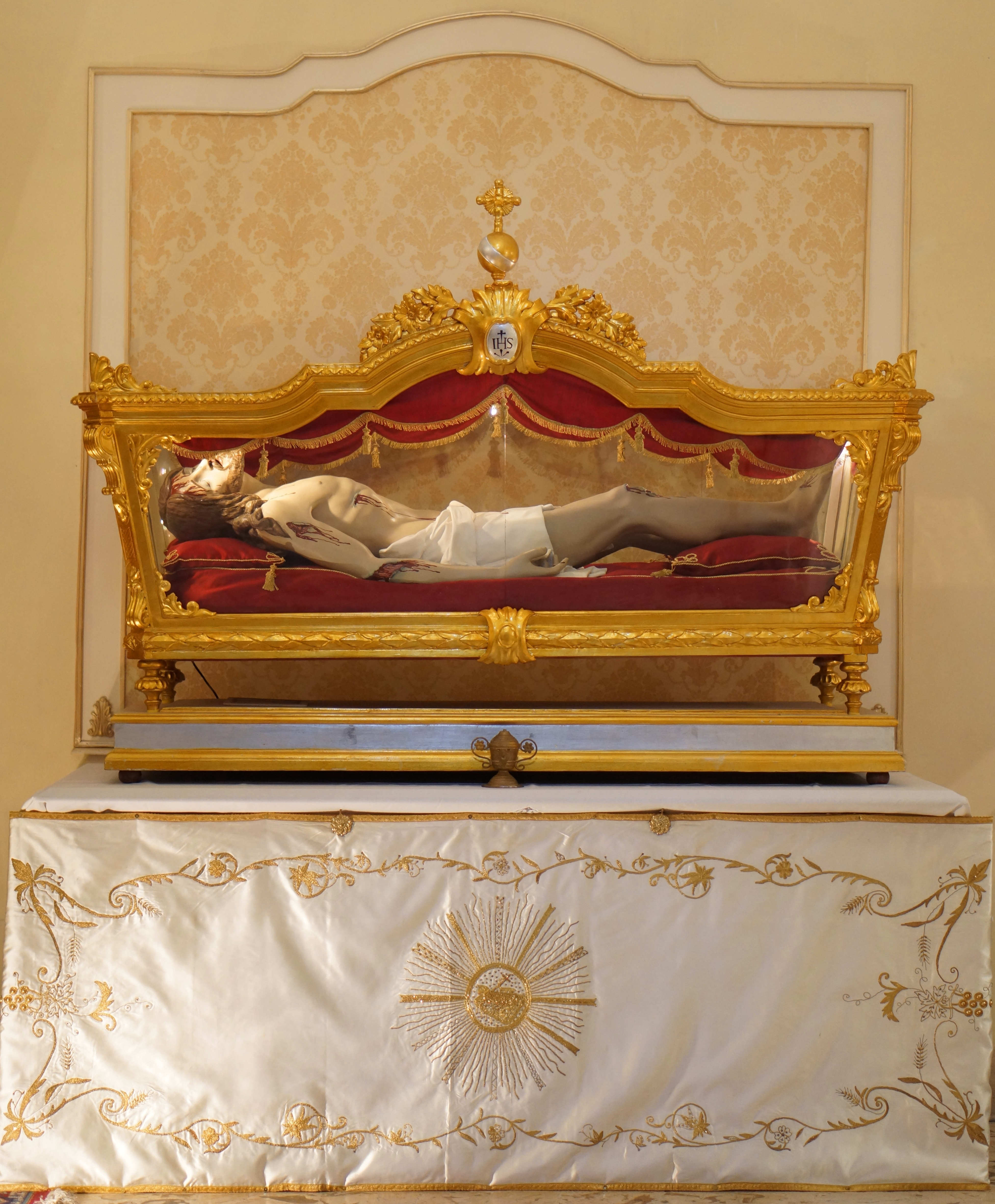
Vara lignea con foglia d'oro, per il Cristo morto. Opera di autore ignoto del 1850, processione del Venerdì santo a Catenanuova (EN)
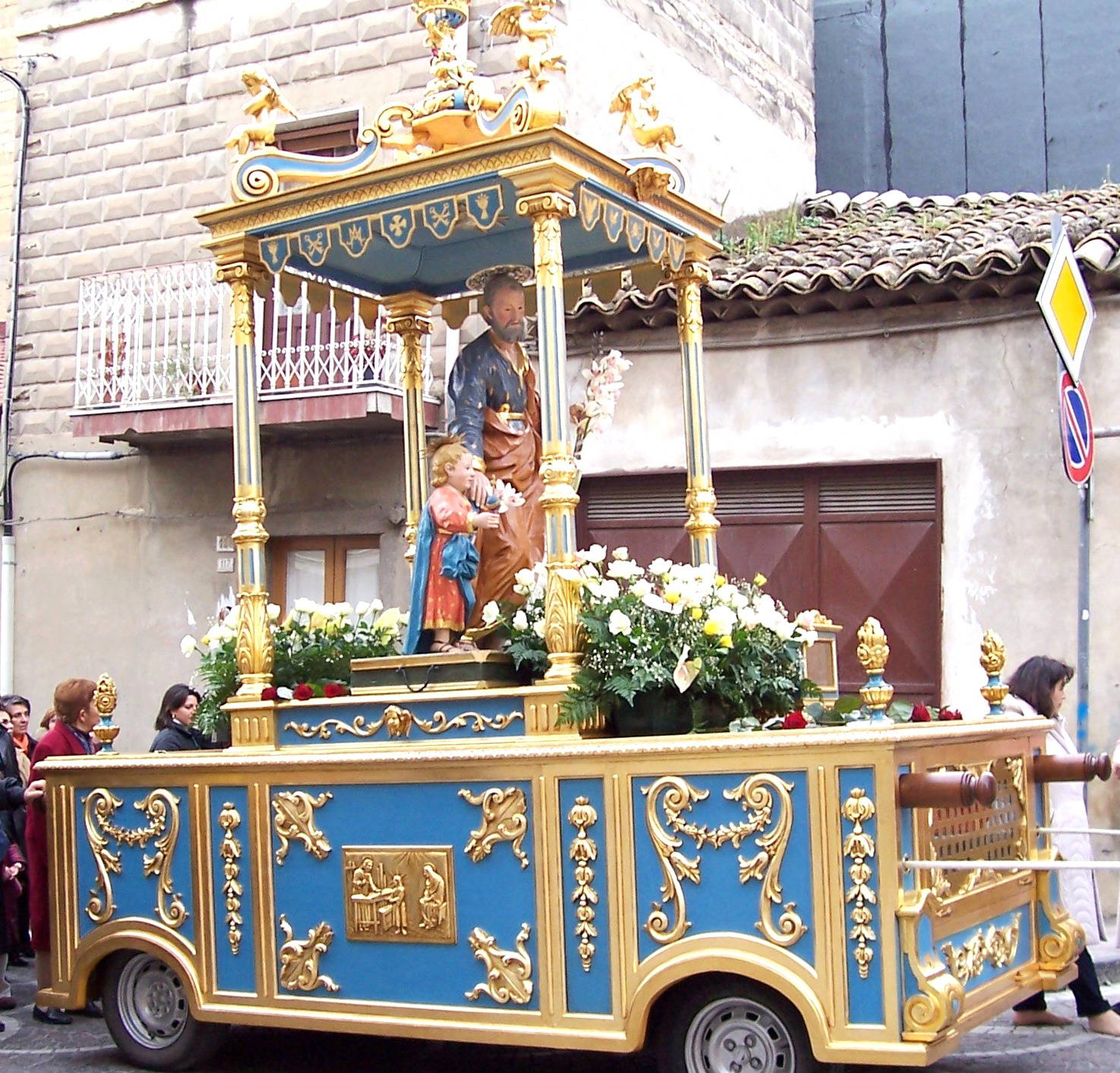
Artistico fercolo ligneo di San Giuseppe - Catenanuova (EN)
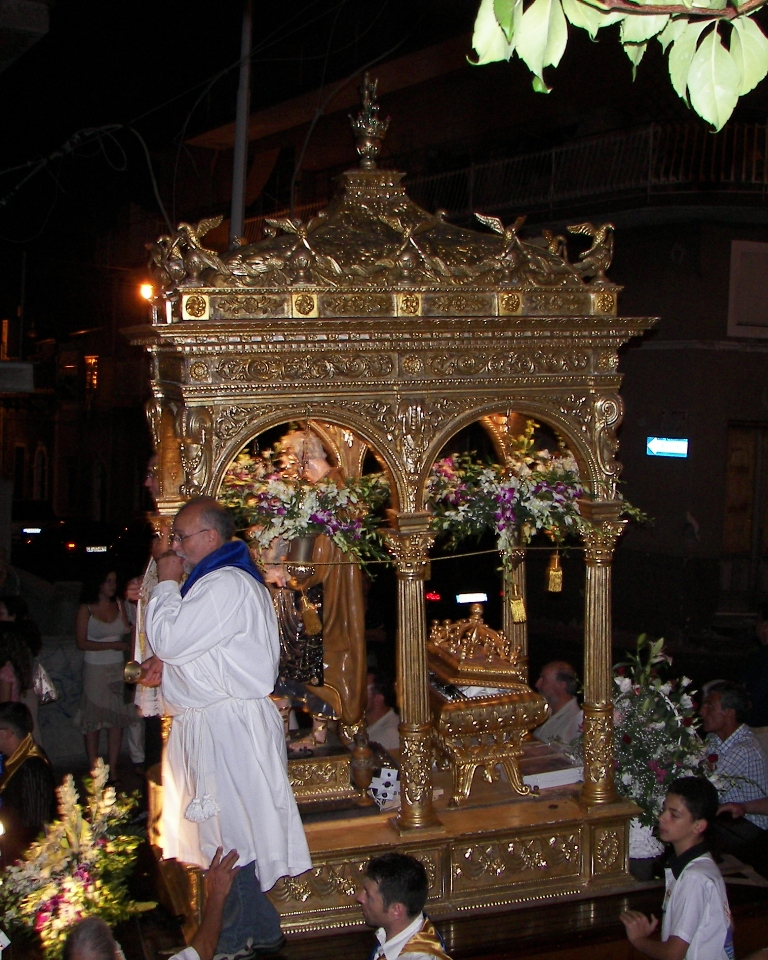
Il fercolo ligneo di San Giuseppe, opera del secolo XVIII - Santa Maria di Licodia (CT)
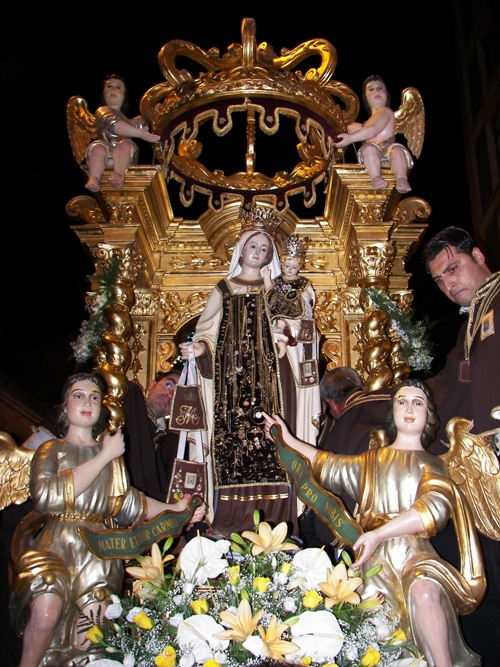
Il fercolo ligneo ottocentesco della Madonna del Carmelo- Santa Maria di Licodia (CT)
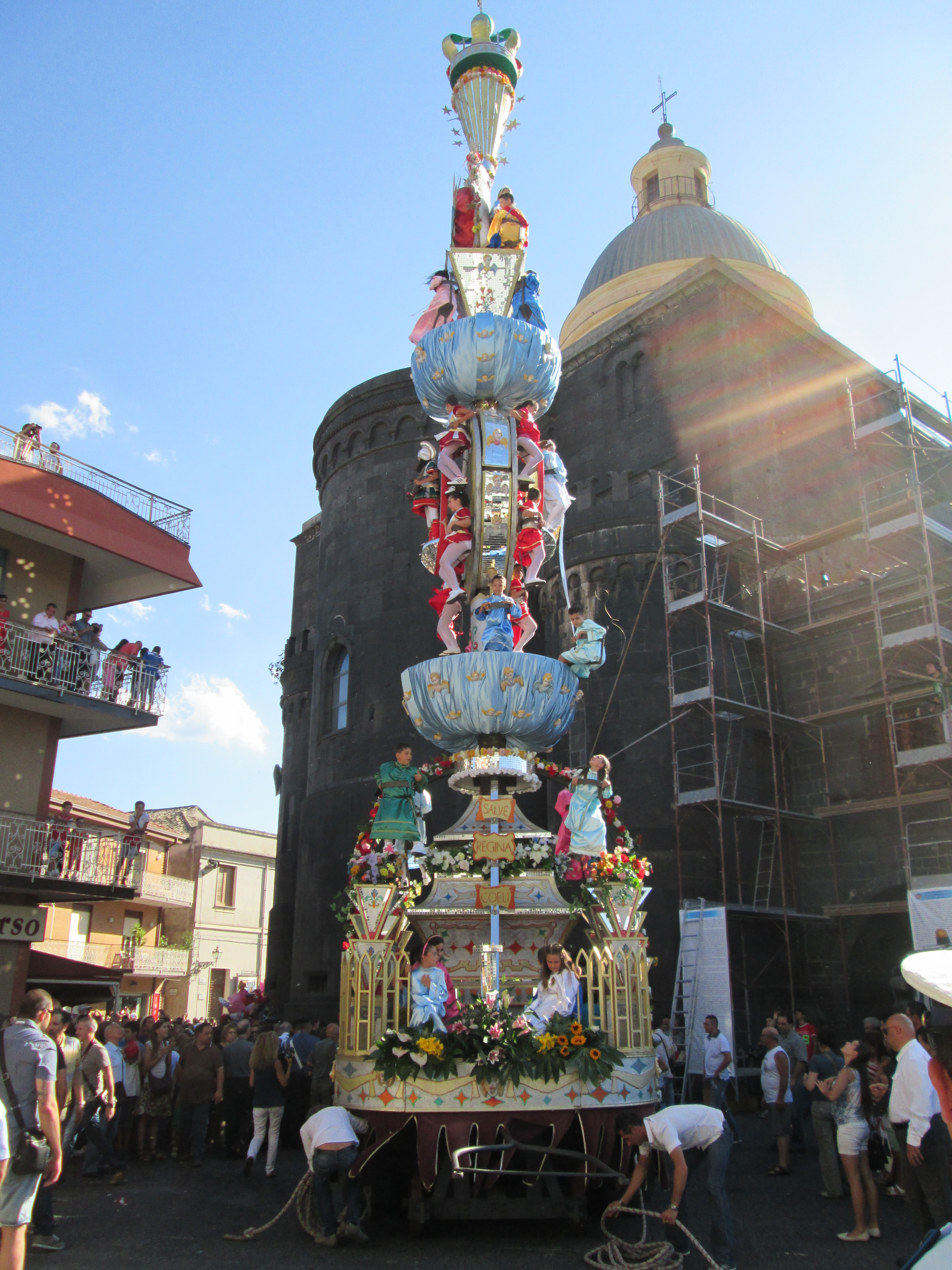
Carro trionfale alto 18 metri, del XV secolo, comunemente chiamato "Vara" a Randazzo (CT)